# Csaba Kuttor
Csaba Kuttor (Miskolc, 19 augustus 1975), is een Hongaars triatleet en aquatleet.
Kuttor deed in 2000 mee aan de eerste triatlon op de Olympische Zomerspelen van Sydney. Daar werd hij een dertigste met een tijd van 1:51.05,74. Vier jaar later zou hij meedoen op de Olympische Spelen, maar ging uiteindelijk niet van start wegens ziekte. Op de Olympische Spelen van 2008 in Peking was hij wel van de partij, maar eindigde op een teleurstellende 47e plaats.
Hij is aangesloten bij Újpesti Torna Egylet/Bud-Cash.

## Palmares

### triatlon
- 1998: 29e WK olympische afstand in Lausanne - 2:00.04
- 1999: 49e WK olympische afstand in Montreal - 1:48.53
- 2000: 30e Olympische Spelen van Sydney - 1:51.05,74
- 2000:  ITU wereldbekerwedstrijd Hongarije
- 2000: 5e ITU wereldbekerwedstrijd in Rio de Janeiro
- 2002: 15e WK olympische afstand (Cancún)
- 2003: 38e WK olympische afstand (Queenstown)
- 2003: 6e ITU wereldbekerwedstrijd in Makuhari
- 2003: 8e ITU wereldbekerwedstrijd in Tongyeong
- 2004: 60e WK olympische afstand (Madeira)
- 2004: 29e EK olympische afstand
- 2004: DNS Olympische Spelen van Athene
- 2005: 22e WK olympische afstand in Gamagōri - 1:51.36
- 2006: 53e WK olympische afstand - 1:59.39
- 2008: 47e Olympische Spelen van Peking - 1:55.53,38
- 2009: 31e  EK olympische afstand in Holten - 1:49.16

### aquatlon
- 2002: 8e WK in Cancún
- 2003: 4e WK in Queenstown
- 2004:  WK in Madeira